# Stade de la Réunification
Das Stade de la Réunification (deutsch Stadion der Wiedervereinigung) ist ein Fußballstadion mit Leichtathletikanlage in der größten kamerunischen Stadt Douala. Die Anlage bietet 39.000 Sitzplätze. Die Fußballvereine Union Douala, Caïman Douala und Les Astres FC tragen hier ihre Heimspiele aus.

## Geschichte
Die Sportstätte wurde 1972 als einer der beiden Austragungsorte für den Afrika-Cup errichtet. Das Stadion wurde für den Afrika-Cup 2019 renoviert und ausgebaut. Das Spielfeld ist jetzt mit einem Hybridrasen ausgestattet und die Leichtathletikanlage entspricht den Normen des Weltverbandes World Athletics. Auch das Nebenstadion mit 1200 Plätzen wurde modernisiert. Es ist für den Amateurfußball und junge Fußballspieler aus der Nachbarschaft vorbehalten. Die Kosten dafür lagen bei 50 Mio. €. Ausgeführt wurden die Arbeiten vom kanadischen Bauunternehmen Magil Construction Corporation. Im November 2018 wurde Kamerun, wegen Verzögerungen bei den Bauten, das Turnier entzogen und nach Ägypten vergeben. Kamerun soll den Afrika-Cup 2022 austragen.